# Felipe González

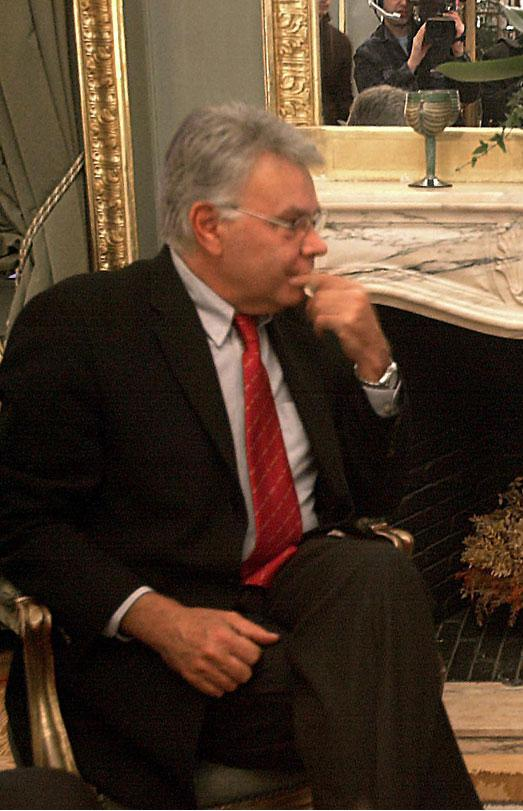
Felipe González

Felipe González Márquez, (născut la Sevilla, Spania pe 5 martie, 1942), este un politician spaniol și prim-ministru al Spaniei, între anii 1982-1996, precedat pe Leopoldo Calvo Sotelo și succedat pe José María Aznar.